# 小行星2878
小行星2878（2878 Panacea）是一颗围绕太阳公转的小行星。1980年9月7日，愛德華·鮑威爾在可可尼诺县发现了此天体。
該小行星以希臘神話的治療女神帕那刻亞命名。
这颗小行星的绝对星等为18.30519等。